# Macroinvertébré
Les macroinvertébrés ou macro-invertébrés sont l’ensemble des animaux visibles à l’œil nu (généralement d'une taille supérieure à 0.5 mm) et qui ne possèdent pas de squelette. Les macroinvertébrés aquatiques vivent dans les cours d'eau sur et dans les sédiments. Ils sont couramment utilisés pour déterminer la qualité des eaux, en raison de leur sensibilité aux changements de la qualité de l'environnement. Pour les études de qualité d'eau, les macroinvertébrés aquatiques sont généralement classés en trois groupes en fonction de leur capacité à tolérer la pollution de l'eau : sensible à la pollution, peu sensible et tolérance à la pollution.
Les macro-invertébrés sont constitués d’insectes (larve, nymphe, adulte) ainsi que de mollusques, des vers ou de crustacés.

## Galerie

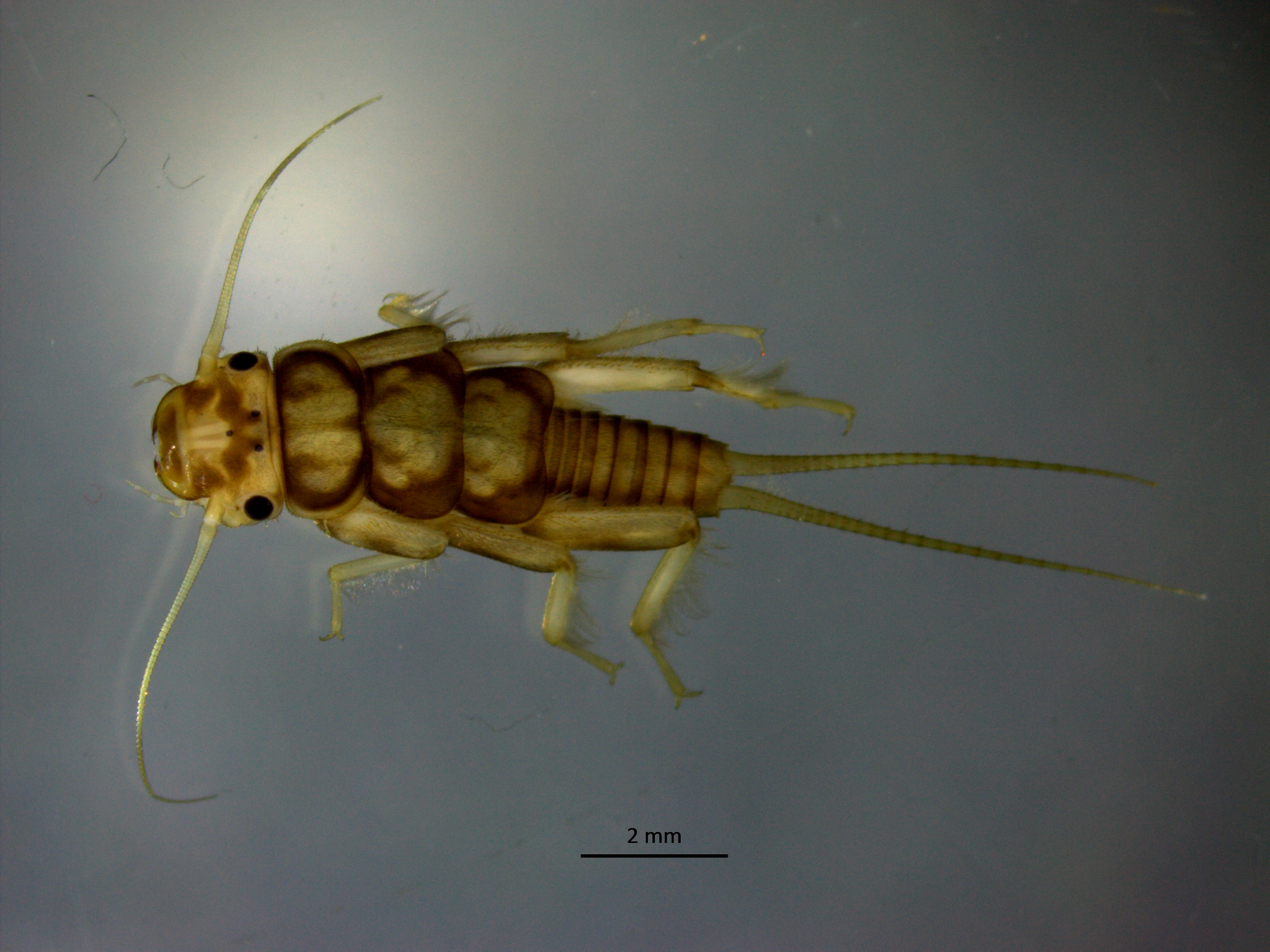
Perla (perlidae-plécoptère).
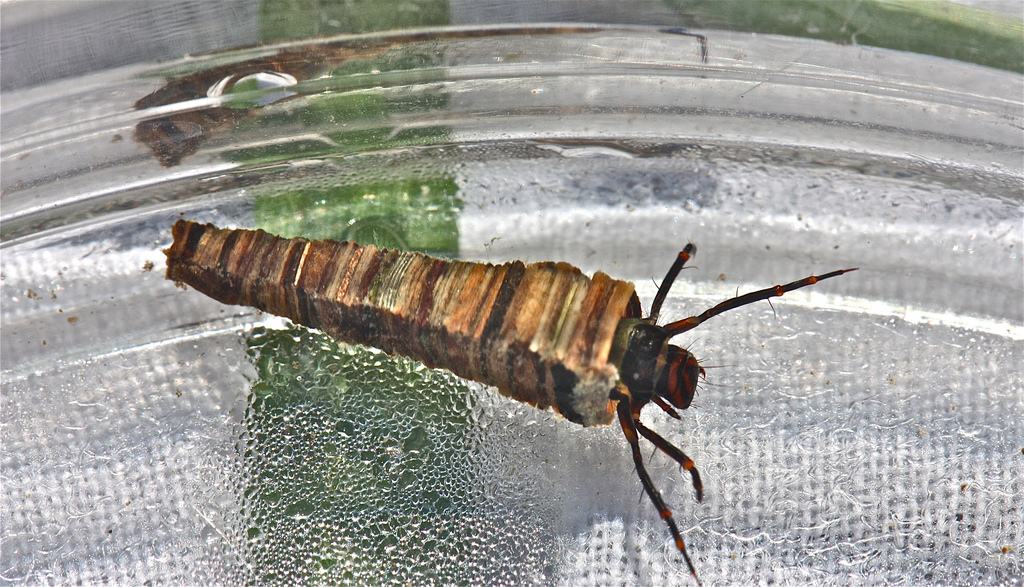
Brachycentrus (brachycentridae-trichoptère).
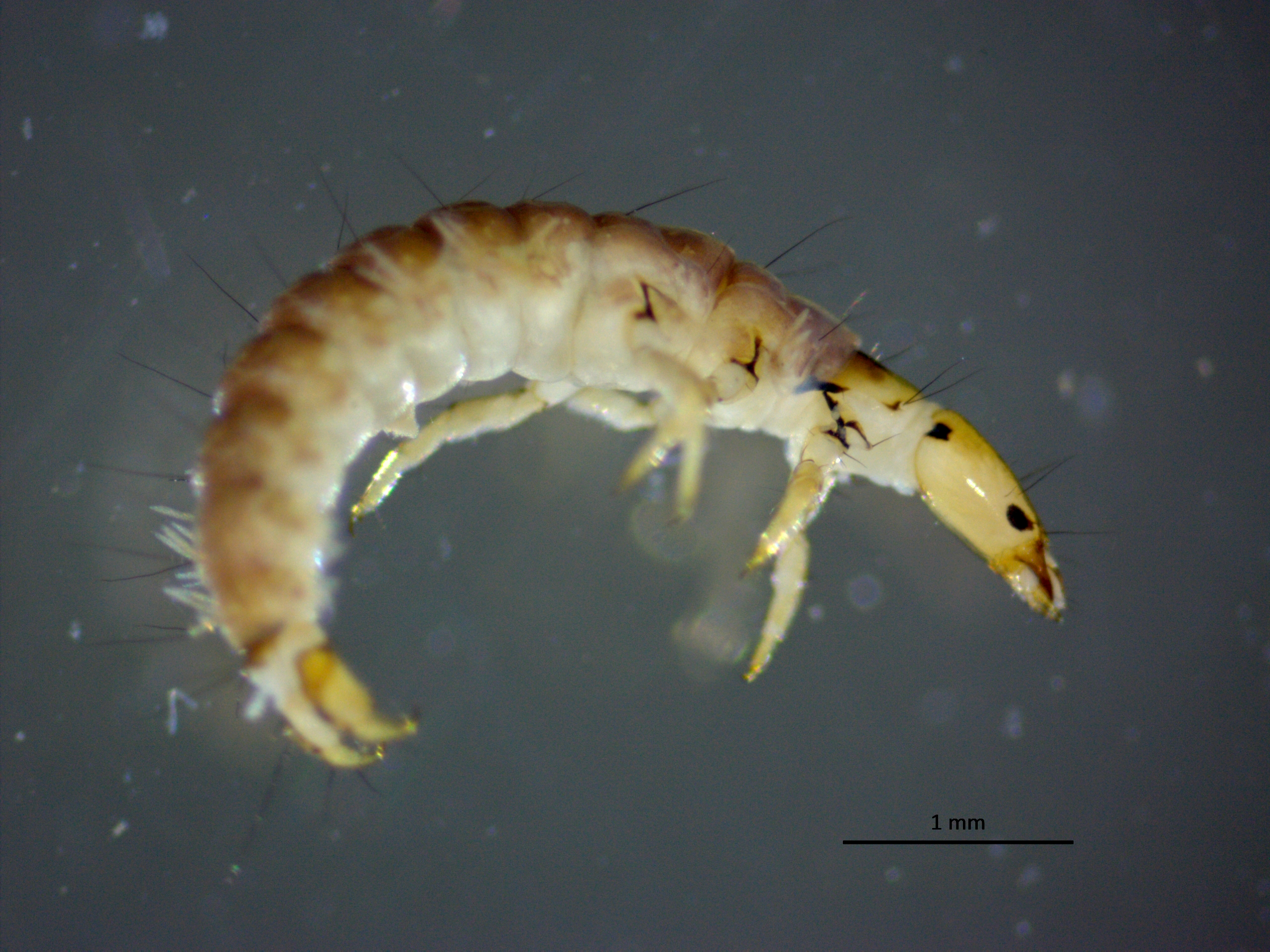
Rhyacophila (rhyacophilidae-trichoptère).
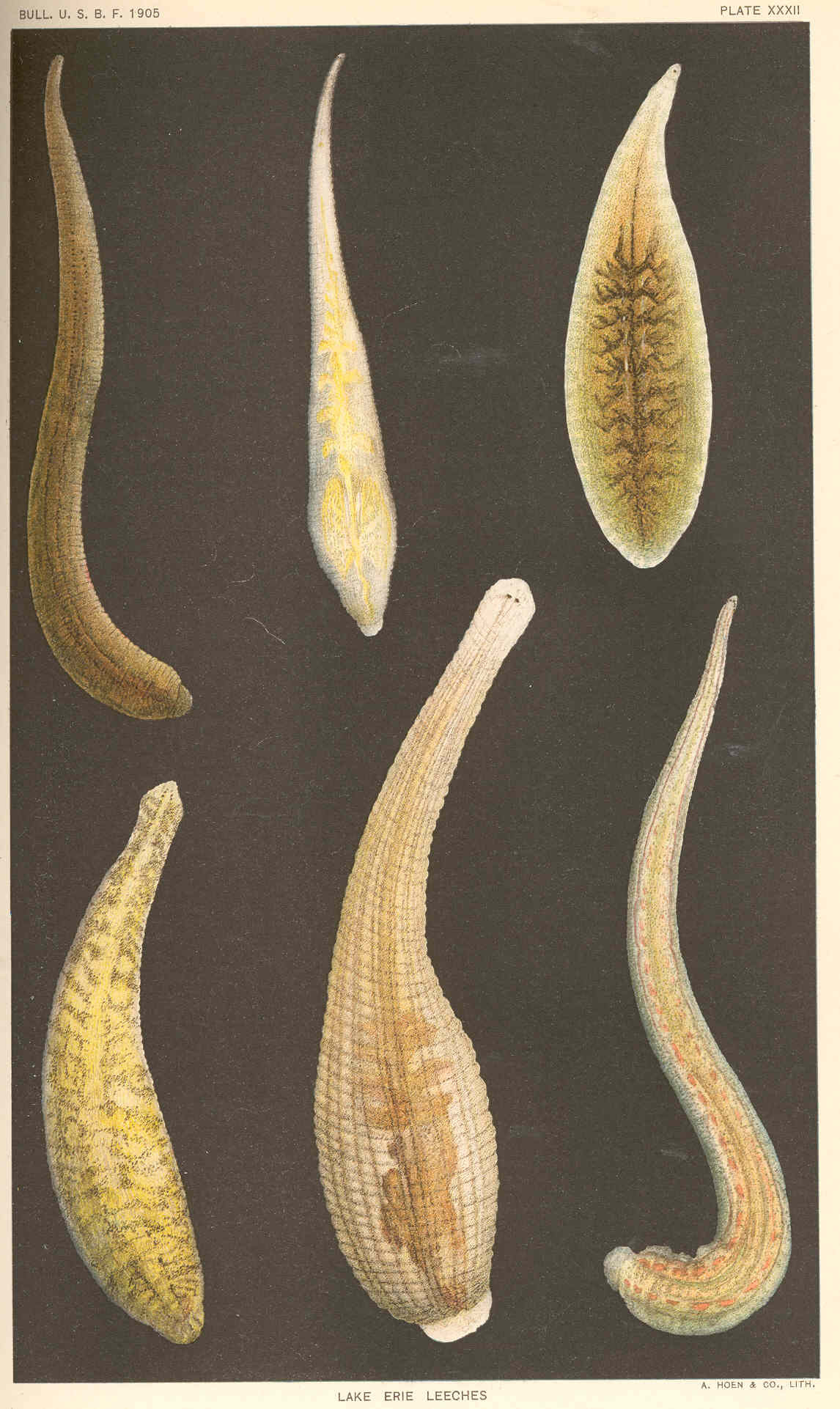
Glossiphonia (glossiphoniidae-Rhynchobdellida).
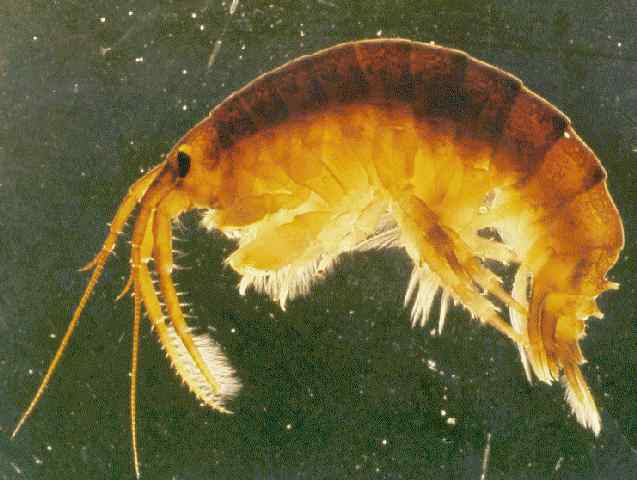
Crevette tueuse (dikerogammarus villosus).
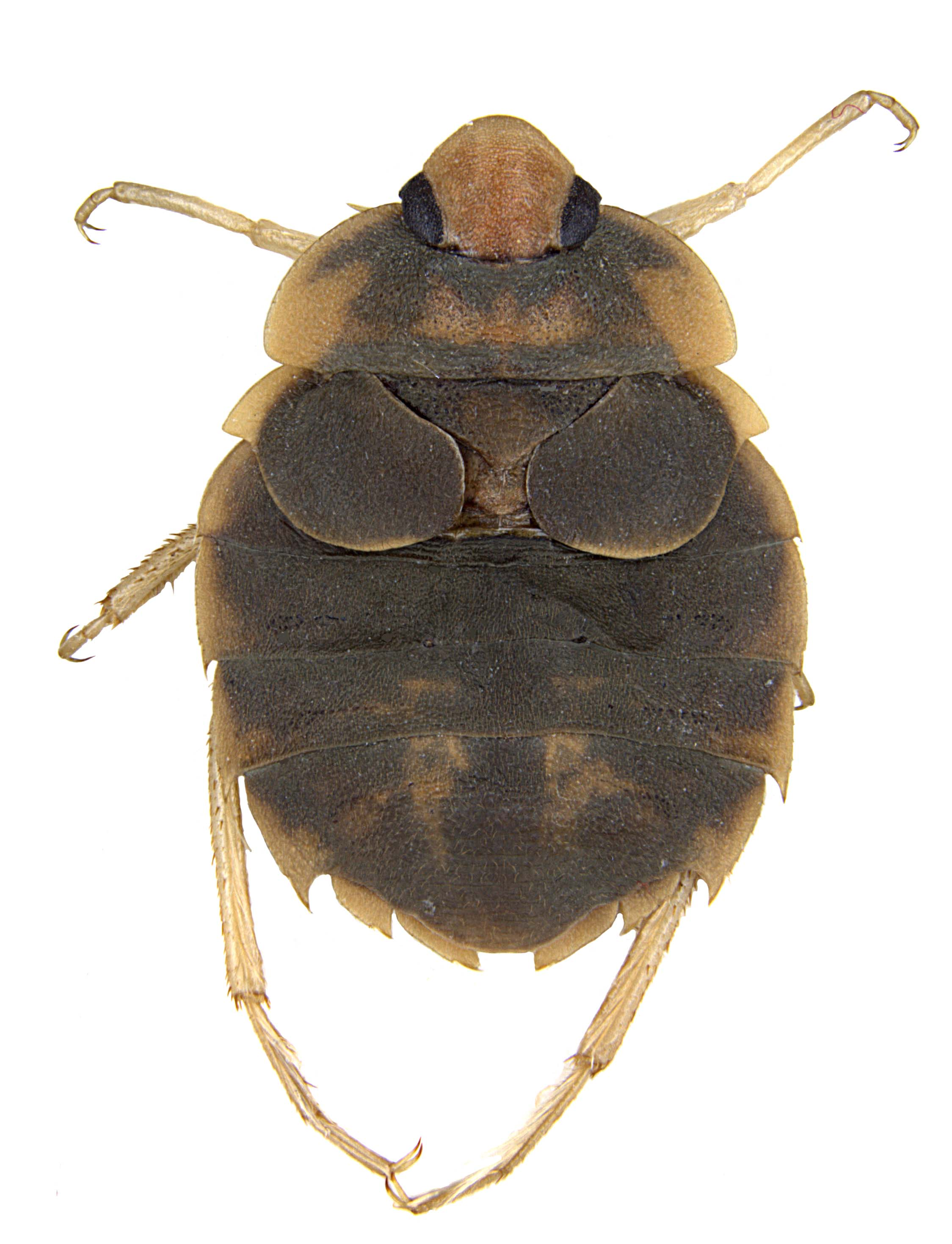
Aphelocheiridae (apheilocheiridae-hétéroptère).
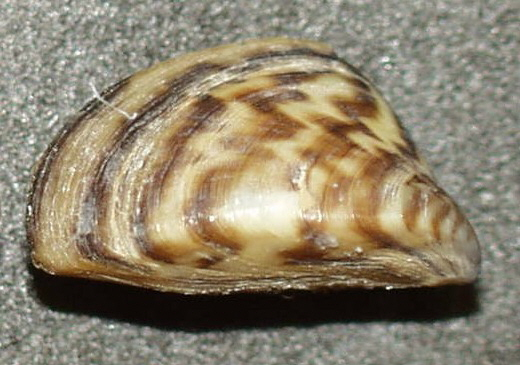
Moule zébrée (Dreissena polymorpha)

## Articles annexes
- Macroinvertébré benthique
- Macroinvertébrés benthiques dulcicoles
- Qualité de l'eau